# Acaridae
Acaridae zijn  een familie van mijten. Bij de familie zijn 88 geslachten met circa 550 soorten ingedeeld.